# Filisur
Filisur egy község Svájcban Graubünden kantonban. Lakosainak száma 434 fő (2017. december 31.). Filisur Alvaneu, Schmitten (GR), Tiefencastel, Tinizong-Rona, Savognin és Wiesen községekkel határos.

## Népesség
| 2000 | 333 |
| 2017 | 434 |